# Луї Журдан
Луї Журдан (фр. Louis Jourdan; 19 червня 1921 — 14 лютого 2015) — французький кіноактор, що знімався у фільмах класичного Голлівуду. Його називали найвідомішим французом Голлівуду. Коли кар'єру в кіно починав Ален Делон, про нього казали: «Викапаний Журдан!».

## Біографія
Отримав освіту у Франції, Великій Британії та Туреччині. Вивчав драматичне мистецтво в École Dramatique (клас Рене Симона).
Батько був директором Гранд-готелю в Каннах. За чутками, Луї потрапив у кіно за його протекцією. Нібито батько показав сина тодішнім зіркам кіно Ремю та Шарлем Блаветтом, які якраз знімалися на Лазурному узбережжі. Інша версія свідчить про те, що Луї спершу був асистентом режисера Марка Аллегре, а Луї Жуве переконав Журдана стати актором.
У 1939 році відбувся кінодебют Журдана у фільмі «Корсар». Володіючи ефектними зовнішніми даними, протягом всієї кар'єри був змушений грати в основному ролі романтичних красенів, коханців і спокусників. Під час Другої світової війни, коли його батько був заарештований Гестапо, Луї і два його брати приєдналися до французького опору. Також актор відмовився виступати в пропагандистському кіно, і фільми з його участю не демонстрували.
У 1947 році відомий американський продюсер Девід Селзнік запросив Луї Журдан до Голлівуду. Луї Журдан виконав провідну роль у фільмі Альфреда Хічкока «Справа Парадайна» (Андре Лату, 1947). Найбільшу популярність Журдану приніс музичний фільм Вінсента Міннеллі «Жіжі» (Гастон, 1958).
У 1961 році виконав головну роль Едмона Дантеса у фільмі Клода Отан-Лара «Граф Монте-Крісто», а 1975 зіграв у однойменному фільмі його опонента Вільфора. Після цієї ролі Журдан зарекомендував себе в амплуа лиходія. У 1977 році він зіграв Графа Дракулу в однойменному фільмі компанії BBC, а в 80-ті роки створив образи підступного ворога Джеймса Бонда — Камаль Хана у фільмі «Восьминіжка» (1983) і злого генія, доктора Ентоні Аркейна в дилогії про Болотяну істоту. У цей час Журдан також грав у американських і французьких телесеріалах (зокрема, в серіалі Коломбо). Актор продовжував працювати як в Європі, так і в Голлівуді аж до початку 1990-х років. Останньою його роботою в кіно стала роль Філіпа у фільмі «Рік комети» (1992).
Луї Журден має ряд різних нагород і рідкісну честь мати відразу дві зірки на «Алеї Слави» в Голлівуді. 22 липня 2010 він також був удостоєний звання офіцера Почесного легіону. Церемонія нагородження відбулася в Лос-Анджелесі, в присутності дружини актора і його друзів Кірка Дугласа і Сідні Пуатьє.
В останні роки Луї Журдан жив на півдні Франції у Вієллі. Помер 14 лютого 2015 року у власному будинку в Беверлі-Хіллз (штат Каліфорнія, США).

## Особисте життя
Прожив з дружиною 68 років, вона померла 2014 року. Єдиний син помер 1981 року через передозування наркотиків. Луї дружив з голлівудськими кінозірками Сідні Пуатьє та Кірком Дугласом.

## Фільмографія
- 1947 : «Справа Парадайна» / (The Paradine Case) —  Андре Латур
- 1958 : «Жіжі» / (Gigi) —  Гастон Лашай